# 純情闘争
『純情闘争』（じゅんじょうとうそう）は、藤田貴美の漫画作品。同作者のデビュー作である。

## 概要
白泉社『花とゆめ』誌の1989年6号に掲載された。
1991年8月に、本作を表題作とした短編集が花とゆめコミックスから、藤田の初単行本として刊行された。ISBN 4592125584

## 同時収録
- 瀕死のミスイノセント（1989年花とゆめFRESH増刊号掲載）
- 空中回廊（1990年花とゆめ3号掲載）
- 目で殺せ（1990年花とゆめ8号掲載）
- 天使たち（1990年花とゆめPLANET増刊号掲載）
- 神様ヘルプ!（1991年花とゆめ7号掲載）
- AINOKATACHI（描きおろし）